# 우노역
우노역(일본어: 宇野駅)은 일본 오카야마현 다마노시에 위치한 서일본 여객철도 우노 선의 철도역이다. 이 노선의 종착역이며, 섬식 승강장 1면 2선의 구조를 갖춘 지상역이다.

## 타는 곳
| 1 · 2 | ■ 우노미나토 선 | 상행 | 자야마치 · 오카야마 방면 |

## 이용 현황
| 승차 인원 추이 | 승차 인원 추이 |
| 연도           | 1일 평균       |
| -------------- | -------------- |
| 1999           | 1,478          |
| 2000           | 1,506          |
| 2001           | 1,523          |
| 2002           | 1,457          |
| 2003           | 1,409          |
| 2004           | 1,388          |
| 2005           | 1,345          |
| 2006           | 1,272          |
| 2007           | 1,239          |
| 2008           | 1,203          |
| 2009           | 1,151          |
| 2010           | 1,198          |
| 2011           | 1,175          |
| 2012           | 1,175          |
| 2013           | 1,247          |
| 2014           | 1,188          |

## 역 주변
- 다마노 시청
- 다마노 시 소방 본부
- 다마노 중앙 병원
- 국도 제30호선 · 국도 제430호선
- 우노 항
- 시부카와 공원
- 다마노 항만 종합 청사
- 다마노 시립 다마노 시민 병원
- 오카야마 적십자 병원 다마노 분원

## 인접 역
| 서일본 여객철도 우노 선 | 서일본 여객철도 우노 선 | 서일본 여객철도 우노 선 |
| ----------------------- | ----------------------- | ----------------------- |
| 비젠타이 오카야마 방면  | ■ 우노미나토 선         | 시·종착역               |